# 바르샤바 포위전 (1939년)

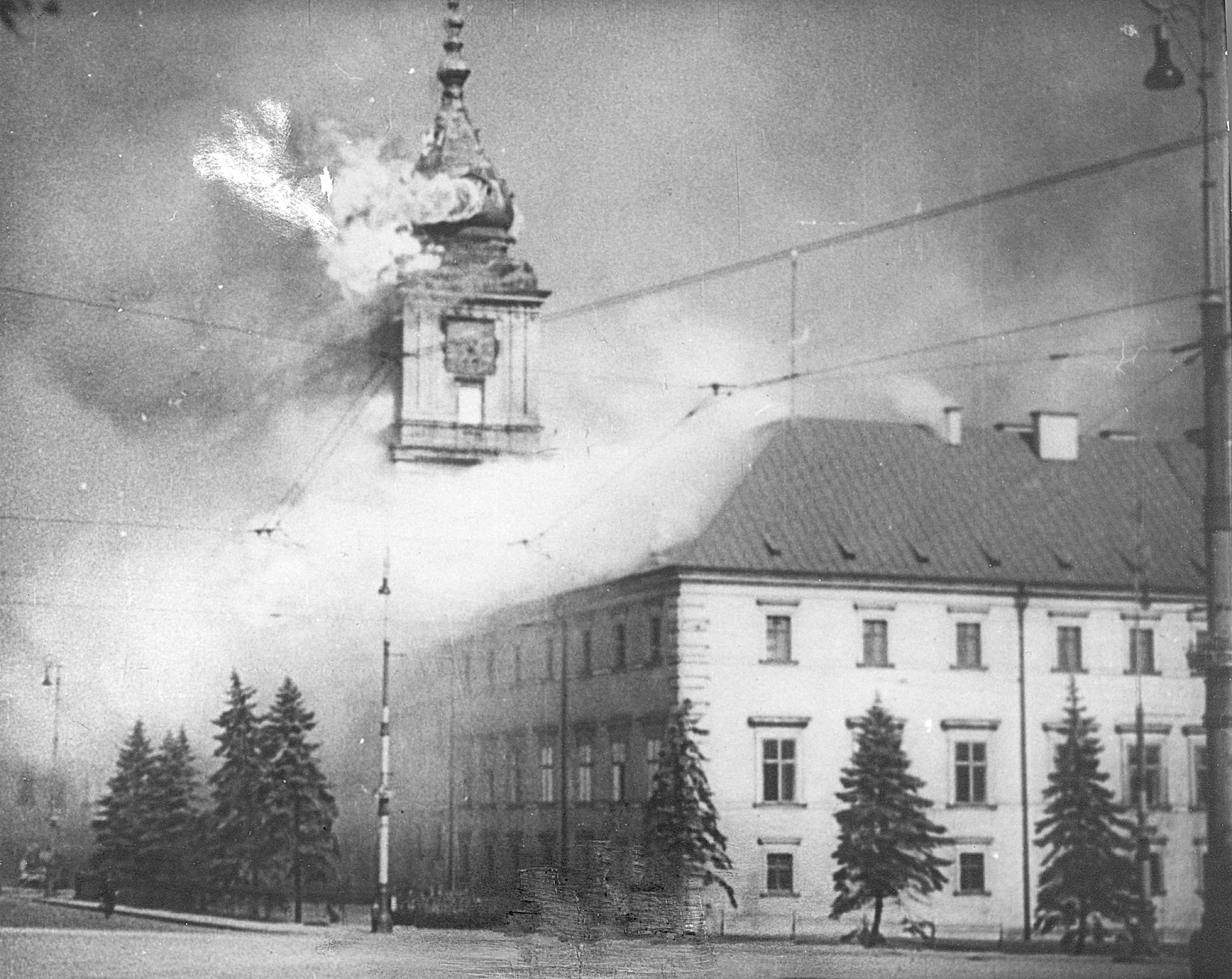
루프트바페의 집중 공습 이후 바르샤바 왕궁에서 화재가 발생했다.

바르샤바 포위전은 1939년 9월 폴란드 바르샤바에 주둔하고 방어를 구축한 바르샤바군과 침략한 독일군 사이에서 벌어진 전투다.
1939년 9월 1일 독일의 폴란드 침공에 이어 루프트바페가 시작한 거대한 공중 폭격으로 시작되었다. 육상 전투는 9월 8일에 시작되었으며, 최초의 독일 기갑 부대가 볼라 지구와 도시의 남서쪽 교외에 도달했다. 독일 라디오 방송에서 바르샤바를 점령했다고 주장했지만, 초기 적의 공격은 격퇴되었고 얼마 지나지 않아 바르샤바는 포위되었다. 포위 공격은 9월 28일까지 지속되었는데, 발레리안 추마 장군이 지휘하는 폴란드 수비대가 공식적으로 항복했다. 다음 날 약 14만 명의 폴란드군이 도시를 떠나 전쟁 포로로 잡혔다. 10월 1일에 베르마흐트가 바르샤바에 입성했고, 이로써 바르샤바 봉기가 일어날 때까지, 그리고 1945년 1월 17일 소련군의 진격으로 베르마흐트가 도시를 포기할 때까지 독일 점령 기간이 시작되었다.
포위 공격 동안 바르샤바의 민간인 약 18,000명이 사망했다. 공습의 결과로 도시 건물의 10%가 완전히 파괴되었고 40%가 심하게 손상되었다.